# Victor Sen Yung
 Victor Sen Yung（姓冼Sen），1914年10月18日 - 1980年11月9日）是一位华裔美国演员，最出名的角色是在陈查理系列的电影中扮演陈吉米和在西部剧集《伯南扎的牛仔》中扮演Hop Sing。他出生于加利福尼亚州旧金山，其父母都是来自中国的移民。
他的母亲在1919年流感流行期间去世后，他的父亲将他和他的妹妹罗斯玛丽安置在儿童收容所，并返回家乡寻找另一位妻子。1922年，他和他的新婚妻子洛维·希一起回来，带着两个孩子再次组建了新的家庭。
在他的演艺生涯中，Victor Sen Yung被赋予了不同的名字，包括森永、森扬、维克多森扬和维克多扬。

## 职业
Victor Sen Yung于1937年在电影《陈查理在檀香山》中首次亮相，饰演陈查理的二儿子陈吉米。他在1938年至1942年间的11部陈查理电影中出演。Victor Sen Yung扮演的陈吉米作为一个笨拙的、美国化的儿子，不断阻碍他父亲的工作。陈父是一个中国移民，他的价值观从根本上说是中国的价值观，这一点在他有趣的伪孔子箴言中得到了体现，而他的儿子们则是善意的，但无能的美国化儿子，这两者之间的文化冲突使该系列电影具有很大的吸引力，同时，在陈对儿子们的所有嘲讽中，还表达了真正的父爱和温情。
在威廉·惠勒导演的经典黑色电影《香笺泪》中，Victor Sen Yung饰演年轻的律师王志成协助霍华德-乔伊斯（James Stephenson饰）为被控谋杀的莱斯利-克罗斯比（贝蒂·戴维斯饰）辩护，赢得了好评。
与其他美籍华裔演员一样，Victor Sen Yung在二战期间出演了日本人角色，例如他在1942年亨弗莱·鲍嘉的电影《横渡太平洋》中扮演奸诈的日裔美国人。
二战期间，他加入了美国陆军航空队。Victor Sen Yung的兵役包括在第一电影制片厂的训练影片中工作，以及在陆军航空队的戏剧和电影《胜利之翼》中的角色。

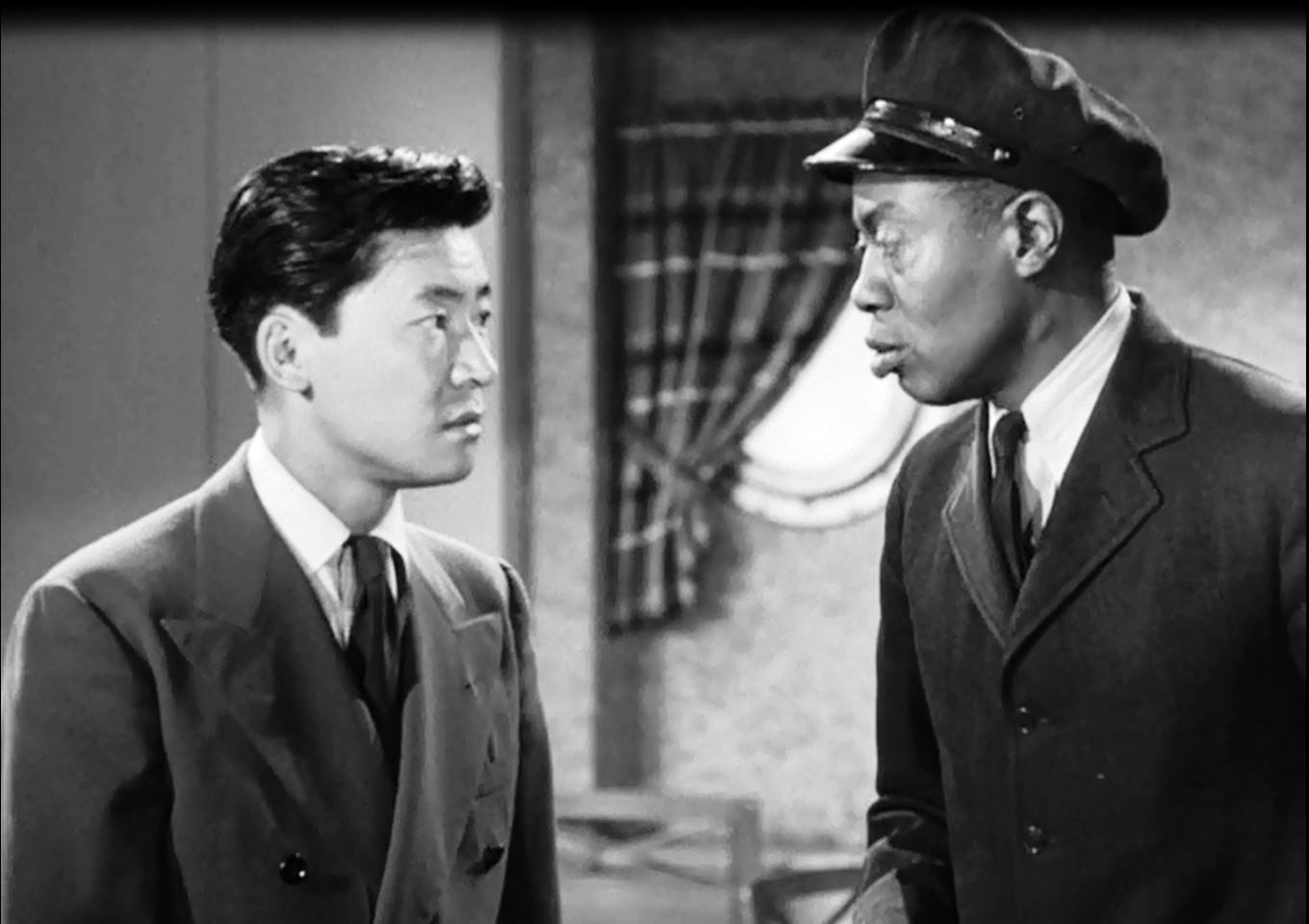
Victor Sen Yung（左）

战后，Victor Sen Yung重新开始了他的好莱坞生涯。
Victor Sen Yung继续在电影和电视界工作，角色从特色演员（和蔼或认真的亚洲角色）到小角色（职员、管家、服务员等）。
在1957年由斯坦利-安德鲁斯主持的联合电视剧集《死亡谷的日子》中，Victor Sen Yung饰演亚利桑那州汤姆斯通市富有同情心的中国餐馆老板"Quong Kee"。
Victor Sen Yung可能以“Hop Sing”最为人所知，他是长期播放的电视连续剧《伯南扎的牛仔》中饰演厨师，在1959年至1973年间出现在109集中。该系列创作者David Dortort告诉美国电视档案馆，“Hop Sing”这个角色拥有巨大的粉丝群——“Victor Sen Yung真是太令人愉快了。他喜欢这个角色。他喜欢这样做。事实上，他开始培养粉丝，以至于我把他写成了一些集数的主角。”
在剧集《单身父亲》（1957-62年）中，Victor Sen Yung扮演诡计多端的“查理叔叔”角色，亚裔人权活动家青木盖伊称赞这个角色是“一个圆滑的美国化的角色。我认为这很好，早在50年代，观众就看到了一个行为和其他人一样的美国华人”
在1970年代初期，Victor Sen Yung在电视连续剧《功夫》的七集中扮演角色，该剧由戴维·卡拉丹饰演少林僧人，故事背景同样在旧西部。
Victor Sen Yung也是一位多才多艺的厨师。他也经常出现在烹饪节目中，并于1974年撰写了一本菜谱。

## 飞机劫持
1972年，Victor Sen Yung乘坐的太平洋西南航空公司710航班被劫持。联邦调查局冲进了飞机，在随后的枪声中，Victor Sen Yung的下背部被击中。他和另一名受伤的乘客幸免于难，但第三名乘客和两名劫机者被杀。

## 死亡与遗产
Victor Sen Yung于1980年在他位于北好莱坞的家中去世。这位经营小型邮购中国陶器业务的演员在制作陶器和用烤箱固化物品时，因煤气泄漏导致天然气中毒而死亡。他的尸体于11月9日被发现，但据报道他已经死了至少10天，可能从10月31日左右开始。
一些报道表明他是被谋杀的，但警方最终裁定他是意外死亡。他的葬礼上的悼词是由演员Pernell Roberts发表的，他也支付了葬礼费用。
Victor Sen Yung纪念奖学金每年由加州大学伯克利分校中国校友会颁发，他在校期间主修畜牧业。

## 部分参演作品
- 1937年 《大地》
- 1937年 《陈查理在檀香山》
- 1939年 《陈查理在雷诺》
- 1939年 《陈查理在珍宝岛》
- 1940年 《陈查理在巴拿马》
- 1940年 《陈查理在谋杀邮轮》
- 1940年 《陈查理在蜡像馆》
- 1940年 《香笺泪》
- 1941年 《相遇在孟买》
- 1942年 《缅甸路上的美国人》
- 1944年 《翼的胜利》
- 1947年 《中国戒指》
- 1948年 《天涯追踪》
- 1953年 《蓝色栀子》
- 1961年 《花鼓歌》
- 1962年 《瘾君子自白》
- 1975年 《杀手精英》
- 1980年 《易容大侦探》